# Злакуска лончарија
Злакуска лончарија је четири века стара техника ручне израде посуђа од глине на спором ручном колу (точку) и печеног на отвореној ватри, што је редак случај на ширем простору Балканског полуострва. Ову традицију, преношену са колена на колено, до данашњих дана сачувале су вредне руке мештана села Злакуса, подно Потпећке пећине, у Златиборском округу у Србији.
Основни материјал за израду Злакуских лонаца и друге грнчарије је прерађена глина „гњила” која се копа у селу Врањани код Пожеге на дубини од 2 — 8 метара. Глина се меша са калцитом (који се вади у суседном селу Рупељеву из копа старог преко 200 година) у односу 1:1 (што омогућава израду врло великих облика керамике, потом обликује на ручном колу и пече на отвореној ватри.
Данас се око двадесет домаћинстава у Злакуси активно бави израдом лончарије поштујући стари начин израде у којем је једина новима употреба машине за ситњење камена. Све остало је истоветно као и пре 4 века.
Злакуска лончарија уврштена је 2012. године у национални регистар на листу нематеријалног културног наслеђа Србије. Подручје заштите обухвата села: Злакуса, Рупљево, Горјани, Радовци, Здравчићи и Врањани.

## Географија простора на коме се производи злакуска грнчарија
Село Злакуса налази на надморској висини 400-931 м, у подножју и на обронцима кречњачке градине Дрежник, уз десну обалу реке Ђетиње. у Златиборском округу на територији општине Ужице. Од Ужица је удаљено око 14 km. Простире се уз магистрални пут Е 761 између Пожеге и Севојна. Омеђено је селима Горјани са севера, Узићи са североистока, Рупељевом са источне, Рогама са југоисточне, Дрежником са јужне и Потпећем са западне стране.
Падине околних брада на надморској висини од 450 метара, састоје се од песковитих глина и шњунка од кварца и шкриљаца.
Рупељево је локација са које се у Злакусу допрема калцит неопходан састојак за израду лонаца, а Роге и Потпеће имају значајну улогу у развоју лончарске производње Златиборског округа, мада се она у њима није одржала. Калцит (CaCO3) који се додаје глини из Врањана приликом припреме масе за моделовање лонаца у Злакуси, копа се у мајданима врсте, на брду Врстине у околини села Рупељево. Стари мајдан, данас напуштен, налазио се у засеоку Дрндари, на имању породице Дрндаревић. У литератури се помиње да се седамдесетих година 20. века знало за пет мајдана, од којих су два била жива, а да су између два светска рата експлоатисана чак четири мајдана.
Глина за израду посуда у Злакуси се добија из села Врањани са надморске висине око 400 m, које се налази на око 18 km од Злакусе, северозападно од Пожеге на ободу Пожешке котлине, коју, у геоморфолошком погледу, карактеришу тријаски кречњаци на њеном јужном и југозападном ободу, док су остале стране тог обода састављене од млађих палеозојских шкриљаца, тријаских и кретацијских кречњака и серпентина.

У литератури се помињу два мајдана глине у Врањанима: беле глине и глине „вугаре“, међутим по изјавама лончара та подела није добра. Неиме: 
| „ | ...на основу њихових исказа може се претпоставити да су претходни истраживачи који помињу два одвојена мајдана глине погрешно протумачили казивања испитаника у Злакуси будући да глина у Врањанима није уједначеног изгледа и хемијског састава. Прослојена је глинама различитих боја и нијанси од беличастожуте, жуте, светлосиве, сиве, тамносиве – такозване виноваче и сивоплаве до црвене, „чоколадне“ и црне. | ” |

## Историја
Када је реч о простору централног дела Балканског полуострва, за сада је познато да је овај занат преузет још од праисторијских грнчара/грнчарки који су добро познавали своју ширу околину, у којој су пажљиво бирали мајдане глине, чија својства су добро познавали и сходно томе је обогаћивали примесама органског и неорганског порекла које су доприносиле квалитету посуда и њиховој максималној употребљивости у одређене сврхе.
Добар пример за то је злакуска лончарија, за коју се ни у широј историјској литератури није знало, све до друге половине 19. века. Злакусу је тада описао једино Феликс Каниц, само на једном месту у својим путописима и то успутно, уз помињање Потпећке пећине у време када је 1860. године боравио у Пожеги. Готово педесет година касније Злакуса улази у видокруг истраживача када се и појављују први радови у стручној литератури, у којима се исцрпно пише о Злакуси, Потпећу и суседном селу Роге, специјализованом у то време за израду црепуља. Тек деведесетих година 20. века, Злакуској лончарији модерна етноархеологија приступа у широком историјском контексту разматрајући њену укупну проблематику и из угла заштите нематеријалног културног наслеђа и њеног потенцијала у оквиру културног и креативног туризма.
Злакуса није једино село Златиборског округа у којем су се овакви лонци израђивали. Ипак, она је једина опстала пре свега због локација са којих се добављају сировине (Врањане и Рупељево). Рад на ручном витлу показао се као једини могући за овакву врсту посуда, а печење на одређеној температури, нижој од 750 °C, показало се као оптимално и не доводи се у питање. Оно где се разлике могу уочити су варијације у облику самог лонца и припадајућег поклопца и у украшавању. Те разлике су условљене, са једне стране, функцијом посуде, а са друге локалном културном традицијом која, уз поштовање задатих образаца, ипак дозвољавају уграђивање личног печата сваког мајстора у сваку посуду.

### Колонија у Злакуси
Средине 1990-тих када је у село Злакусе дошла уметница и керамичарка Софија Бунарџић, она је у овом селу основала колонију, под називом Међународна колонија уметничке керамике "Злакуса" Ужице, као део пројекта, катедре Грнчара - уметничке керамике у Уметничкој школи у Ужицу. За кратко време Софија је у њу привукла уметнике из света промовишући вековни занат. Тиме је спојила традиционалне вредности с модерним тенденцијама у уметности. Онда су се и мајстори у селу поново прихватили израде земљаних лонаца и других посуда за тржиште,а за стари занат опредељивало се све више младих. Лончарија је оживела уз уметничку колонију која траје 25 године и све је популарнија међу ствараоцима из света.
За 25 године у раду колоније учествовало је око 350 уметника из око 40 држава а настали радови представљани представљени су публици на традиционалној изложби током јесени у ужичкој градској галерији.

## Производни процес
Израда лончарије у Злакуси одвија се кроз неколико стандардних корака: од припреме, обликовања и украшавања, до сушења и печења посуда. Сваки од наведених корака једнако је важан, јер може пресудно да утиче на квалитет финалног производа и подређен је захтевима материјала који се обрађује, са једне стране, и функције посуда које се израђују, с друге.

### Припремање глинене масе
У злакуске радионицу глина се довози, у крупним комадима који се, потом, уситњавана дрвеним маљем или секиром и чисте од корења, камења и осталих крупних нечистоћа.
Уситњена, глина се прво „кисели“ у бурету (ранији или чабру), натопљена водом, 24 сата. Макон што се из ње отстрани сувишна вода, тако оцеђена, глина се вади на простирку великих димензија и гази да би се очистила од заосталих крупних нечистоћа.
Припрема калцита који се додаје глини вршила се печењем тако, што би се на четири камена ставе две цепанице које служе као ослонац цепаницама које ће се преко њих поређати и формирати „кревет“ на који ће се спустити комади калцита. „Кревет“ се потпали и кад потпуно изгори, калцит је печен. Потом се печени калцит уситњава („туче”) великим дрвеним маљем (млатцом) с металним врхом који се покреће ногом.
Туцање се некада обављало у ступи, на земљи или ширем камену укопаном у земљи, а данас, печење калцита пре уситњавања није потребно пошто га мељу машине.
Након тога врши се просејавање калцита, који се тако уситњен и просејан у размери 50% : 50%
или 40% :60% у корист калцита, у зависности од врсте посуда које ће се правити, меша са глином.
Следи поновно гажење глине како би се калцит сјединио са њом у хомогену масу која је, тако, спремна за обраду.
Са тако умешене гомиле глине и калцита, узима се један комад, који се меси рукама и потом приступа грађењу посуде на ручном колу.

### Обликовање посуда
Израда посуде почиње са комадом глине у облику диска, који је претходно посут м самлевеним калцитом, да се не би залепило за подлогу. Од овог комада лончар прво формира днао посуде и њен зида. Затим, спиралним додавањем нових комада у облику намотаја званих суџук, настављa да гради посуду. При сваком узимању глине лончар, пре него што формира намотај, руком добро измеси комад глине, што је такође прилика да се заостале нечистоће избаце из глине. Потом се посебним алатом и окретањем витла једном руком посуда дорађује.
После украшавања, на лонце мањих димензија, намењене кувању на шпорету, додају се дршке. А када се посуда просуши и стекне чврстину коже, приступа се обради која подразумева дотеривање ивица дна, тако што се посуда окрене на обод, постави на витло, причврсти с три комада глине да се не помера, коло благо заврти и скида вишак глине ножем. Некада се та обрада врши ручно, без употребе кола.

### Сушење посуда
Сушење је један од најважнијих корака у технолошком процесу израде керамичке посуде. Током сушења долази до скупљања посуде због губљења воде. Да би оно било равномерно, у глинену масу се додају опошћивачи и топитељи. Сушење злакуска лончарија обављa се у две фазе:
Прва фаза — сушења на сунцу
Ова фаза траје неколико дана, je лагано сушење, директном излагању сунцу или не, у зависности од доба године, доба дана и јачине сунца. Понекад, ако су временске прилике нестабилне у току дана, посуде ће бити премештане на место које више одговара току сушења.
Друга фаза — сушења у пећи
Обавља се у сушарама, данас наменски прављени објектима или напуштеним објекти у оквиру домаћинства који се као помоћне просторије граде у близини радионице и места на коме ће се лончарија пећи. Док су куће имале просторије са огњиштем, посуде су се сушиле на кревету у близини огњишта. Сушење у сушари је, заправо, нека врста предпечења и његова улога је извлачење из посуда последњих атома хемијски везане воде, што је неопходно да не би дошло до пуцања приликом печења.
Сушење на отвореном се, по казивању лончара, мери данима у зависности од годишњег доба и временских прилика, а у сушари, у којој се развијају температуре од 100 °C до 200 °C, мери се сатима и одређује искуствено. Температура од 100 °C сматра се неопходном за извлачење хемијски везане воде, а оно но што не пукне на сушењу сигурно ће цело изаћи из пећи.
| „ | На ком месту и колико дуго ће се посуда сушити зависи од више фактора. Први фактор су карактеристике глине коришћене за њену израду, други су климатски услови, а трећи атмосферске прилике. Од ових фактора зависи да ли ће се посуде сушити на сунцу или у сенци, на отвореном или у затвореном простору, само неколико дана или више месеци, да ли ће пре печења провести неко време у сушари или ће директно ићи или на ватру или у пећ, да ли ће се температура печења постепено подизати или ће посуде одмах бити изложене високој температури и да ли ће пламену бити директно изложене или ће посредно примати његову топлоту. | ” |

### Печење посуда
Печење је последња фаза у изради керамичке посуде. Ово је и тренутак провере успешности претходних фаза рада, јер уколико је у било којој од претходних фаза посао лоше урађен, печење ће то неминовно открити.
У Злакуси се све до 2000. године, када су лончари сукцесивно почели с градњом пећи, пекло на отвореној ватри, односно жижаници. За печење лончарије на жижаници морали су бити добри временски услови. Дан није смео бити ветровит, а изненадна киша могла је да уништи сав до тада уложен труд.
Печење на жижаници
Пре печења судови су полагани на равно тло, или у плитко удубљење на подлогу од дрвених облица. Димензије тог удубљења, односно саме жижанице одређиване су на основу најдуже пржуље (1,10 – 1,20 cm), што значи да су износиле приближно 3 х 2 m. Облице на које је лончарија слагана најбоље су биле од младог буковог дрвета којим се, због велике калоријске вредности, постиже велики пламен. Простор између судова попуњаван је дрвима која су омогућавала циркулацију ваздуха. По затрпавању ове конструкције дрвима почиње процес печења који траје док судови не побеле, што је знак да су печени.
Печење траје, у зависности од количине посуда, временских прилика и калоричности дрвета које је за ту прилику коришћено као гориво, од 40 минута до два и по сата.
Печење у пећима
Данас (од око 2000. године) сви злакуски лончари пеку своје производе у пећима које још увек, ни после 10 до 17 година употребе нису стекле свој коначни изглед, јер се стално дорађују, прерађују и прилагођавају карактеристикама посуда које се у њима пеку.
Већина лончара, посебно оних старијих, сматра да је квалитет посуда био бољи када су печене на жижаницама, и када је глини додаван калцит који је пре уситњавања печен.

## Активна грнчарска домаћинства и њихово удружење
Данас, у Злакуси активно ради 18 грнчарских домаћинстава и неколико њих с времена на време, сезонски, тако да се број становника који се бави овим старим занатом креће око 40 јер је случај да се у једној породици израдом земљаног посуђа бави по 2 — 3 особе.

### Списак злакуских домаћинстава која се активно баве лончарством
- Домаћинство Тешић Драгана
- Домаћинство Тешић Жарка и Дарка
- Домаћинство Никитовић Милића
- Домаћинство Никитовић Милојка
- Домаћинство Тешић Јовице
- Домаћинство Лазић Милете
- Домаћинство Шуњеварић Васа
- Домаћинство Шуњеварић Светозара
- Домаћинство Шуњеварић Веселина
- Домаћинство Шуњеварић Велимира
- Домаћинство Савић Милана
- Домаћинство Шуњеварић Павла
- Домаћинство Шуњеварић Петра
- Домаћинство Никитовић Драгослава – Бибиле
- Домаћинство Сарван Борка
- Домаћинство Никитовић Зорана
- Домаћинство Шуњеварић Драгице
- Домаћинство Клопановић Дарка

Грнчари Злакусе, или лончари, како сами себе називају окупљени су и око својих удружења – Удружење лончара Злакуса и новије Удружење злакушка грнчарија.

## Злакуска лончарија — заштићени бренд
Чланови Удружења лончара заштитили су своје производе заштитним знаком „З“ који указује да је земљана посуда урађена по технологији старој преко три века – од тачно предвиђеног односа две поменуте сировине и на ручном колу, што је гарант квалитета злакушог посуђа.
Године 2012. године Злакуска лончарија уврштена је у национални регистар нематеријалног културног наслеђа Србије.

### Злакуска лончарија на Репрезентативној листи нематеријалног културног наслеђа човечанства
Након што је 2019. године Министарство за културу Републике Србије покренуло поступак да се злакуско лончарство нађе на Унесковој листи нематеријалног културног наслеђа, у складу са одлуком Националног комитета за нематеријално културно наслеђе, годину дана касније, Злакуско лончарство уписано је 16. децембра 2020. године на Репрезентативну листу нематеријалног културног наслеђа човечанства, и тако постала четврти елемент, на овој Унесковој листи из Србије.
Одлуку о упису Злакуског лончарства донео је Унесков Међувладин комитет за очување нематеријалног културног наслеђа, на 15. заседању које је одржано онлајн 15/16. децембар 2020. године. У образложењу одлуке овог комитета се наводи: 
... да се израда злакуске лончарије односи на знања и вештине у вези са израдом керамичких посуда на ручном колу техником зидања, намењене за термичку обраду хране, које се користе у домаћинствима и ресторанима широм Србије.
Израђене су од глине и калцита, чија су налазишта у непосредној близини села Злакуса, у западној Србији, код Ужица.

Знања и вештине израде се углавном преносе унутар заједнице, најчешће у оквиру самих породица, учешћем и радом са искусним занатлијама и представљају важан израз идентитета његових носилаца.
Упис Злакуског лончарства на листу Унеска значајан је за међународну промоцију културног наслеђа Србије, али је истовремено и подстицај очувању традиционалних заната.
Министарство културе финансира трошкове поступка уписа злакуског лончарства на листу Унеска, помогло је и процес заштите географског порекла, с тим што део тих трошкова сносе и сами лончари, чланови удружења.